# Нана Візітор
Нана Візітор (англ. Nana Visitor, народ. 26 липня 1957) — американська акторка телебачення, кіно, театру та озвучення, танцюристка. Найвідоміша роль: Кіра Неріс у телесеріалі «Зоряний шлях: Глибокий космос 9».

## Життя і кар'єра
Народилася під прізвищем Такер у Нью-Йорку у сім'ї учителя балету і хореографа[уточнити] і почала акторську кар'єру на бродвейській сцені у середині 70-х. У 1977 році дебютувала на великому екрані у фільмі «Сторож» і у наступні роки в основному була активною на телебаченні.
Візітор найбільш відома роллю Кіри Неріс у телесеріалі «Зоряний шлях: Глибокий космос 9», де знімалася з 1993 по 1999 роки, протягом всього періоду трансляції шоу. Після завершення шоу приєдналася до серіалу «Темний ангел», закритого після двох сезонів, після чого зіграла Роксі Гарт у національному турі бродвейського мюзиклу «Чикаго».
З 2005 по 2008 рік виконувала одну з головних ролей у серіалі «Дикий вогонь», пізніше з'явилася у фільмах «На тверезу голову», «Потрібна няня» і «П'ятниця, 13-ого». Крім цього, у різні роки була гостею у багатьох серіалах, серед яких «Касл», «Торчвуд», «Зоряний крейсер «Галактика»», «C.S.I.: Місце злочину», «Фрейзер», «Метлок», «Вона написала вбивство» і багатьох інших.
Візітор була тричі одружена. Має дитину від шлюбу з Олександром Сіддігом, з яким знімалася у серіалі «Зоряний шлях: Глибокий космос 9».
На честь акторки названо астероїд 26733 Нанавізітор.

## Фільмографія
- 1977 — Сторож / The Sentinel
- 1978–1979 — / Ryan's Hope
- 1980–1981 — / The Doctors
- 1981–1982 — Одне життя, щоб жити / One Life to Live
- 1987 — Сім'я Колбі / The Colbys
- 1990 — / Working Girl
- 1993–1999 — Зоряний шлях: Глибокий космос 9 / Star Trek: Deep Space Nine
- 2001 — Темний ангел / Dark Angel
- 2006 — У Міні це вперше / Mini's First Time
- 2008 — На тверезу голову / Swing Vote
- 2005–2008 — Дикий вогонь / Wildfire
- 2008 — Потрібна няня / Babysitter Wanted
- 2009 — П'ятниця, 13-е / Friday the 13th
- 2011 — / The Resident
- 2011 — / In My Pocket